# مرکز آموزش علمی کاربردی شهرداری کرج
مرکز آموزش علمی کاربردی شهرداری کرج در سال ۱۳۸۷ خورشیدی به همت بهروز آقامحمدی معاون وقت برنامه‌ریزی و توسعه شهرداری کرج تأسیس شد . هم اکنون  دکتر سیدعلی اکبر میروکیلی در سمت ریاست مرکز مشغول به فعالیت است. این مرکز آموزش وابسته به شهرداری کرج و تحت نظارت دانشگاه جامع علمی - کاربردی (وزارت علوم تحقیقات و فناوری) می‌باشد.
گستردگی و تنوع فعالیت‌های شهرداری در حوزه مدیریت شهری همواره احساس نیاز را به فکر مدیران عالی متبادر می‌نمود که مرکز آموزشی جهت ارتقاء سطح توانمندی پرسنل در حوزه‌های شهرسازی، معماری، عمران، اداری مالی، حقوقی، خدمات شهری و آتش‌نشانی را ایجاد نماید تا با انتقال علم و تجربه استادان و اهل فن، مهارت آنان را افزایش دهد و در همین راستا مرکز علمی کاربردی شهرداری کرج در شهریور ماه سال ۱۳۸۷ در سه رشته فناوری اطلاعات و ارتباطات، آتش‌نشانی و خدمات ایمنی با گرایش‌های اطفاء حریق و ایمنی و حفاظت ساختمان‌های بلند اقدام به جذب دانشجو نمود؛ و اکنون با گذشت حدود ۴ سال از زمان فعالیت خود تعداد ۴۵۰ نفر دانشجو در ۸ رشته از این دانشگاه فارغ‌التحصیل گردیده اندو در حال حاضر ۳۰۰۰نفر دانشجو در رشته‌های مختلف در مقطع کاردانی و کارشناسی تحصیل می‌کنندکه امید می‌رود در آینده نزدیک این تعداد دانشجو به ۵۰۰۰ نفر افزایش پیدا کند.

## رشته‌های تحصیلی
مرکز آموزش علمی کاربردی شهرداری کرج در رشته‌های معماری، فناوری اطلاعات، عمران، شهرسازی، آتش نشانی با گرایش‌های اطفائ حریق، ایمنی و حفاظت ساختمان‌های بلند، حقوق، حسابداری، روابط عمومی، حمل و نقل و ترافیک شهری و سازه‌های زیرزمینی مترو و دیگر رشته‌های مرتبط با خدمات شهرداری‌ها به صورت ترمی و پودمانی در مقاطع کاردانی و کارشناسی دانشجو می‌پذیرد.

## مسابقات و سمینارهای علمی
علی رغم اینکه مدت زمان زیادی از تأسیس این مرکزنمی‌گذرد، یکی از فعالترین مراکز علمی استان البرز و استان‌های همجوار در برگزاری مسابقات دانشجویی و سمینارهای علمی، مرکز آموزش علمی کاربردی شهرداری کرج می‌باشد که تا کنون مسابقات علمی مختلفی را از جمله مسابقات بتن مقاومت، پل خرپای ماکارونی، برنامه‌نویسی و… برگزار و مقام‌های متعددی را کسب نموده‌است.

## اهداف آموزشهای علمی - کاربردی
- ۱- ایجاد بستر مناسب برای فعالیت همه‌جانبه (صنعتی، نظامی و دانشگاهی) در گسترش اعتلای دانش و پژوهش علمی-کاربردی کشور.
- ۲- ارتقای شاخص‌های کمی و کیفی آموزش‌های کاربردی در جامعه.
- ۳- فراهم سازی زیر بنای مناسب بمنظور بکارگیری توان دانش آموختگان دوره‌های نظری در حل مسائل کاربردی.
- ۴- زمینه سازی زیربنای مناسب برای ایجاد انتقال تکنولوژی نوین

## نشانی
بلوار امامزاده حسن بعد از چهار راه مصباح، جنب پارک اطلسی، ساختمان سابق دانشگاه پیام نور کرج